# Damapana japonica
Damapana japonica là một loài thực vật có hoa trong họ Đậu. Loài này được (Maxim.) Kuntze mô tả khoa học đầu tiên năm 1891.